# AD Police (OAV)
Pour les articles homonymes, voir AD Police.
AD Police Files (ADポリス, AD porisu) est une série télévisée d'animation japonaise en trois épisodes de 24 minutes,,, créée en 1990 par Anime International Company (AIC), ARTMIC Studios et Youmex et diffusée sous forme d'OAV.
En France, elle a été diffusée [Où ?] en 2003.

## Voix japonaises
- Toshio Furukawa : Leon McNichol
- Emi Shinohara (en) : Venessa Buck
- Kiyonobu Suzuki (ja) : Hyde Kashew
- Mika Doi : Caroline Evans
- Norio Wakamoto : Billy Fanword
- Sakiko Tamagawa (en) : Takagi Youko
- Yōko Asagami (en) : Phantom Lady
- Yōko Matsuoka (en) : Gina Marceau

## Épisodes
1. La Femme fantôme (File 1: The Phantom Woman - 「幻の女」)
2. L'Éventreur (File 2: The Ripper - 「ザ・リッパー」)
3. L'Homme qui se mordait la langue (File 3: The Man Who Bites His Tongue - 「舌を噛む男」)

## Commentaires
Cette série est une préquelle de Bubblegum Crisis.